# Natalja Petrowna Golizyna

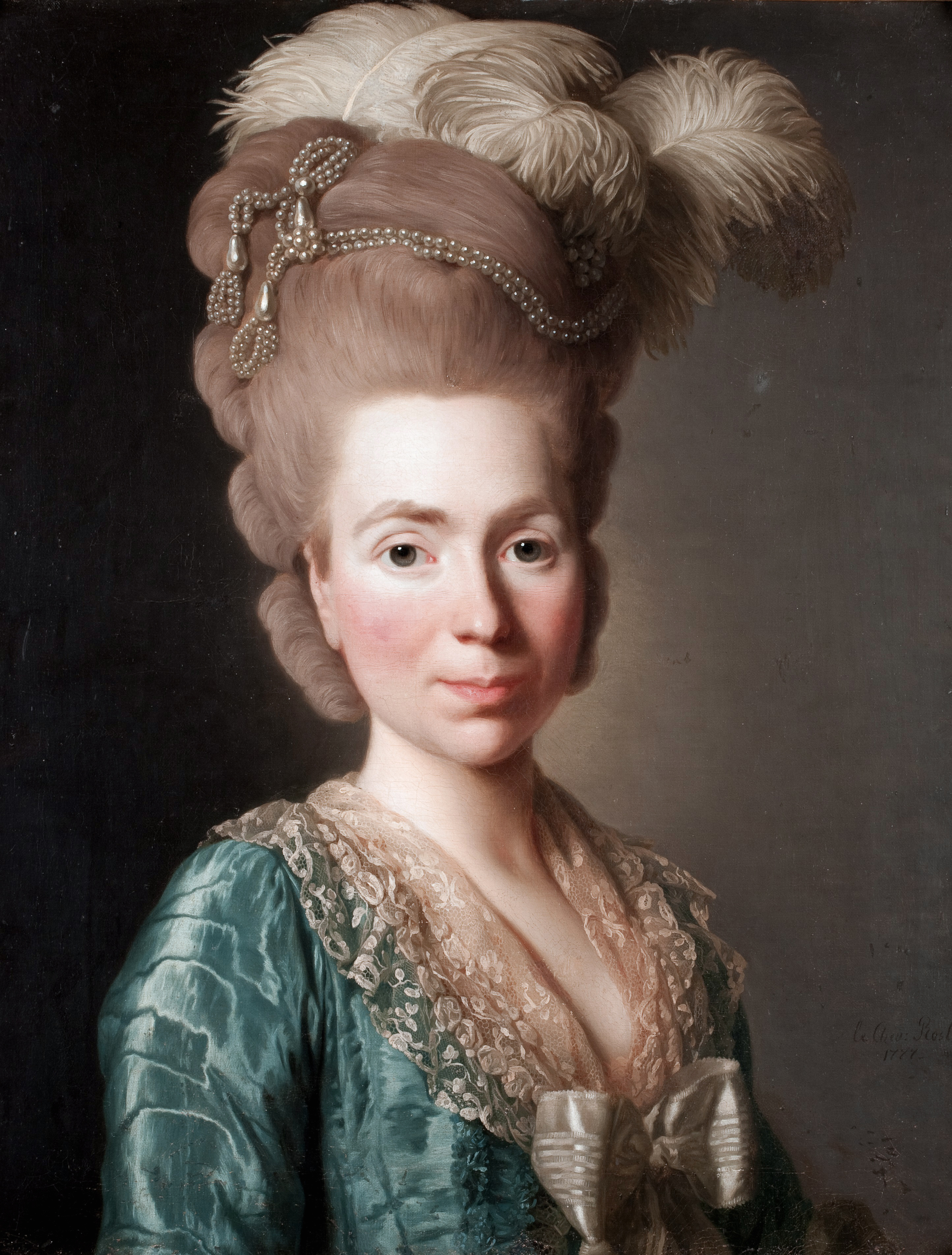
Natalja Petrowna Golizyna (A. Roslin, 1777, Malmöhus)

Natalja Petrowna Golizyna, geboren Gräfin Natalja Petrowna Tschernyschowa, (russisch Наталья Петровна Голицына; * 17. Januarjul. / 28. Januar 1741greg. in Berlin; † 20. Dezember 1837jul. / 1. Januar 1838greg. in St. Petersburg) war eine russische Hofdame, bekannt als Princesse Moustache (Schnurrbart) bzw. Fée Moustachine und Vorbild für Alexander Puschkins Pique Dame.

## Leben
Natalja Petrownas Eltern waren der Diplomat Graf Pjotr Tschernyschow und Gräfin Jekaterina Tschernyschowa geborene Uschakowa, Tochter Graf Andrei Uschakows. Als Golizynas Geburtsjahr werden auch 1739 und 1744 genannt. Ihr Vater wurde als Botschafter 1746 aus Berlin nach London versetzt. Die Mutter sorgte für eine hervorragende europäische Erziehung der Töchter, sodass sie vier Sprachen fließend sprachen, aber nur geringe Russisch-Kenntnisse hatten. Nachdem die Familie 1756 nach St. Petersburg zurückgekehrt war, wurde der Vater 1760 Botschafter am Hof Ludwigs XV. Natalja Petrowna glänzte auf den Hofbällen in Versailles und war mit Ludwig XV. bekannt. Mit ihren Schwestern wurden sie von David Lüders und François-Hubert Drouais gemalt. Als der Vater 1762 Senator wurde, kehrte die Familie nach St. Petersburg zurück.
Dank ihres Vetters Sachar Tschernyschow, Günstling der Kaiserin Katharina II., wurde Natalja Petrowna eine der bedeutendsten Fräuleins (Hofdamen) Katharinas II. Im Februar 1765 erregte sie die Aufmerksamkeit der Kaiserin mit ihrem Auftritt in einer Aufführung beim Grafen Pjotr Scheremetew. Im Sommer 1766 war sie Siegerin beim Turnier-Karussell in St. Petersburg und Moskau und erhielt die einzige dafür angefertigte persönliche Goldmedaille mit dem Bild Katharinas II.
Am 30. Oktober 1766 heiratete Natalja Petrowna den 35-jährigen Brigadier Fürst Wladimir Golizyn mit einem großen in Unordnung geratenen Vermögen. Als Fürstin Golizyna übernahm sie den Haushalt ihres Mannes und ordnete und vermehrte sein Vermögen. Sie lebte auf den Gütern ihres Vaters und ihres Mannes, widmete sich der Erziehung und Ausbildung ihrer drei Söhne und zwei Töchter und trat nur noch zu besonderen Anlässen am kaiserlichen Hof auf.
Zur Verbesserung der Ausbildung der Kinder und Sicherung der Gesundheit ihres Mannes zog Golizyna mit der Familie 1783 nach Paris, was bei Hofe und insbesondere von Großfürstin Maria Fjodorowna missbilligt wurde. Golizyna wurde am Hof Marie-Antoinettes als Moskauer Venus aufgenommen. Zu Beginn der Französischen Revolution 1789 ging sie mit Mann und Töchtern nach London. Bei der Abreise aus London 1790 schenkte ihr der künftige König Georg IV. sein Porträt mit Unterschrift. Sie kehrte nach Paris zurück, obwohl Katharina II. alle Russen zur Rückkehr in die Heimat aufgefordert hatte. Sie schickte ihre Söhne nach Rom und ließ sich mit Mann und Töchtern in St. Petersburg nieder.
Golizyna führte in St. Petersburg ein offenes Haus mit wöchentlichem Ball am Mittwoch, während bei ihrer Schwester Darja Saltykowa sonntags ein Ball stattfand. Das Haus Golizyn war der Salon der französischen Emigration. Sie herrschte autoritär über ihre Familie, verhielt sich hochmütig gegenüber Gleichgestellten und war freundlich gegenüber niedriger Gestellten.
Bei der Krönung Alexanders I. 1801 erhielt Golizyna das Kreuz der Heiligen Katharina II. Klasse. Auf ihrem Ball im Februar 1804 erschien die gesamte kaiserliche Familie. Die Ernennung zur Staatsdame erfolgte 1806, nachdem ihre Tochter Sofja Stroganowa zugunsten ihrer Mutter darauf verzichtet hatte. Bei der Krönung Nikolaus’ I. 1826 erhielt Golizyna das Kreuz der Heiligen Katharina I. Klasse. Als sie schlechter sah, erhielt sie von Amts wegen speziell für sie angefertigte Patience-Karten. Auf ihren Wunsch konnten auf ihr Anwesen in Gorodnja Hofsänger geschickt werden.
Neben ihren Erfolgen bei Hofe widmete sich Golizyna der Wirtschaft. Auf ihren Ländereien führte sie als neue Kulturpflanze die Kartoffel ein. Sie erweiterte die Golizyn-Fabriken und stattete sie mit neuer Technik aus. Sie wurde 1824 Ehrenmitglied der Wissenschafts- und Wirtschaftsgesellschaft.
Der Legende nach erzählte Golizynas Großneffe Sergei Golizyn Alexander Puschkin, dass er nach völlig verlorenem Kartenspiel seine Großtante verzweifelt um Hilfe gebeten habe, die von ihrem Freund Graf von Saint Germain das Geheimnis der drei Karten Drei, Sieben und Ass gekannt habe. Puschkins enger Freund Pawel Naschtschokin stellte fest, dass Puschkin im Bild der alten Gräfin in seiner Erzählung Pique Dame nicht nur Golizyna, sondern auch die weniger komplizierte Hofdame Natalja Sagrjaschskaja dargestellt habe. In St. Petersburg wurde Golizyna nicht Pique Dame genannt, aber ihr Haus ist das Haus der Pique Dame, das nach ihrem Tod der Fiskus für den Kriegsminister Alexander Tschernyschow kaufte und jetzt ein Architekturdenkmal ist.
Golizynas jüngster Sohn Dmitri Golizyn wurde General der Kavallerie und Generalgouverneur von Moskau.
Golizyna starb am 1. Januar 1838 in St. Petersburg und wurde in Moskau in der Golizyn-Gruft auf dem Donskoi-Friedhof bestattet.